# Campeonato Gaúcho de Futebol de 1955 - Série A
O Campeonato Gaúcho de Futebol de 1955, foi a 35ª edição da competição no Estado do Rio Grande do Sul. Os clubes voltaram a enfrentar-se em jogos eliminatórios para definir o título. O campeão deste ano foi o Internacional.

## Participantes
| Equipe        | Cidade           | Classificação                   | Participação |
| ------------- | ---------------- | ------------------------------- | ------------ |
| Brasil        | Pelotas          | Campeão da Região Litoral       | 11ª          |
| Cachoeira     | Cachoeira do Sul | Campeão da Região Serra         | 4ª           |
| Cruzeiro      | São Gabriel      | Campeão da Região Sul           | 1ª           |
| Internacional | Porto Alegre     | Campeão da Região Metropolitana | 16ª          |
| Uruguaiana    | Uruguaiana       | Campeão da Região Fronteira     | 7ª           |

## Tabela

### Primeira fase
| 9 de outubro | Cachoeira                 | 2 – 1 | Cruzeiro de São Gabriel |  |
|              | Gol marcado · Gol marcado |       | Gol marcado             |  |

| 16 de outubro | Cruzeiro de São Gabriel   | 2 – 1 | Cachoeira   |  |
|               | Gol marcado · Gol marcado |       | Gol marcado |  |

| 23 de outubro | Cruzeiro de São Gabriel   | 2 – 1 | Cachoeira   |  |
|               | Gol marcado · Gol marcado |       | Gol marcado |  |

| 30 de outubro | Cachoeira                               | 3 – 3 | Cruzeiro de São Gabriel                 |  |
|               | Gol marcado · Gol marcado · Gol marcado |       | Gol marcado · Gol marcado · Gol marcado |  |

### Segunda fase
| 6 de novembro | Uruguaiana                | 2 – 1 | Cruzeiro de São Gabriel |  |
|               | Gol marcado · Gol marcado |       | Gol marcado             |  |

| 13 de novembro | Cruzeiro de São Gabriel   | 2 – 0 | Uruguaiana |  |
|                | Gol marcado · Gol marcado |       |            |  |

| 20 de novembro | Cruzeiro de São Gabriel | 1 – 0 | Uruguaiana |  |
|                | Gol marcado             |       |            |  |

### Semifinais
| 27 de novembro | Brasil de Pelotas         | 2 – 1 | Cruzeiro de São Gabriel |  |
|                | Gol marcado · Gol marcado |       | Gol marcado             |  |

| 4 de dezembro | Cruzeiro de São Gabriel                 | 3 – 1 | Brasil de Pelotas |  |
|               | Gol marcado · Gol marcado · Gol marcado |       | Gol marcado       |  |

Desempate
| 7 de dezembro | Brasil de Pelotas | 3 – 0 | Cruzeiro de São Gabriel | Pedra Moura, Bagé (RS) |
|               | Caizé · Negrito   |       |                         |                        |

### Finais
| 11 de dezembro | Brasil de Pelotas | 0 – 1 | Internacional  | Bento Freitas, Pelotas                                    |
|                |                   |       | Chinesinho 39' | Renda: Cr$ 120.000,00 Árbitro: RS Romeu Rodrigues da Cruz |

- Brasil de Pelotas: Suly; Osvaldo e Duarte; Tibirica, Seara e Jary; Joaquim, Caizé, Negrinho, Gitinho e João Borges.
- Internacional: La Paz; Florindo e Oreco; Mossoró, Odorico e Lindoberto; Luizinho, Bodinho, Larry, Jerônimo e Chinesinho.

| 18 de dezembro | Internacional                  | 3 – 2 | Brasil de Pelotas   | Eucaliptos, Porto Alegre (RS)    |
|                | Larry 31'(P) 52' · Bodinho 65' |       | Caizé 8' · Gita 18' | Árbitro: Romeu Rodrigues da Cruz |

|  | Internacional | Brasil de Pelotas |

| INTERNACIONAL: |  |            |
|                |  |            |
| G              |  | Milton     |
| Z              |  | Florindo   |
| Z              |  | Oreco      |
| M              |  | Mossoró    |
| M              |  | Odorico    |
| M              |  | Lindoberto |
| A              |  | Luizinho   |
| A              |  | Bodinho    |
| A              |  | Larry      |
| A              |  | Jerônimo   |
| A              |  | Chinesinho |
| Treinador:     |  |            |
| Teté           |  |            |

| BRASIL DE PELOTAS: |  |             |
|                    |  |             |
| G                  |  | Carúccio    |
| Z                  |  | Candiota    |
| Z                  |  | Duarte      |
| M                  |  | Tibirica    |
| M                  |  | Seara       |
| M                  |  | Jari        |
| A                  |  | Joaquim     |
| A                  |  | Caizé       |
| A                  |  | Negrito     |
| A                  |  | Gita        |
| A                  |  | João Borges |
| Treinador:         |  |             |
| Galego             |  |             |

## Premiação
| Gauchão 1955                       |
| ---------------------------------- |
| Internacional Campeão (15º título) |